# Hacienda Clavero
Hacienda Clavero es un barrio perteneciente al distrito Este de la ciudad andaluza de Málaga, España. Según la delimitación oficial del ayuntamiento, limita al norte con los terrenos del futuro barrio de Las Niñas; al este, con el barrio de Cerrado de Calderón; al sur, con el barrio de Parque Clavero; y al oeste, con los barrios de Clavero y Hacienda Miramar.

## Transporte
En autobús queda conectado mediante las siguientes líneas de la EMT: 
| Línea | Trayecto                                | Recorrido | Frecuencia    |
| ----- | --------------------------------------- | --------- | ------------- |
| C3    | Parque Clavero                          | Recorrido | 15 minutos    |
| 33    | Alameda Principal - Cerrado de Calderón | Recorrido | 25-35 minutos |